# عبد الإله نبهان
عبد الإله أحمد نبهان (1945- 2020 م) عالم وباحث ومحقِّق لغوي سوري، عضو مجمع اللغة العربية بدمشق، وعضو اتحاد الكتَّاب العرب.

## ولادته وتحصيله
وُلد الدكتور عبد الإله بن أحمد نبهان في حيِّ جورة الشيَّاح بحِمْص عام 1945، درس المرحلة الثانوية في ثانوية عبد الحميد الزهراوي، وتخرَّج فيها عام 1964، ليلتحق بكلية الآداب قسم اللغة العربية بجامعة دمشق، ونال منها شهادة (بكالوريوس) في اللغة العربية وآدابها عام 1968، ولم يتمكن من متابعة الدراسات العليا في الجامعة لعدم وجود دراسات عليا في سوريا في ذلك الوقت، فتابع بكلية التربية ونال دبلوم عام في التربية عام 1969. 
ثم التحقَ بالخدمة العسكرية الإلزامية، وبعد حرب 1973، افتُتحت الدراسات العليا في دمشق فتابع دراسته، وحصل على (دبلوم) في الدراسات اللغوية العليا عام 1976، ثم على (ماجستير) في اللغة العربية بتقدير ممتاز عام 1980، و(دكتوراه) في اللغة وآدابها مع مرتبة الشرف عام 1990.

## وظائفه وعمله
بدأ حياته الأكاديمية مدرسًا للغة العربية في ثانويات مدينة حمص ومعهد المعلمات فيها لمدة عشر سنوات تقريبًا في الفترة ما بين (1980 - 1990)، وبعدها انتُدب إلى جامعة البعث وبقي فيها لمدة عشر سنوات أخرى في الفترة ما بين (1981 - 1991)، ثم أصبح وكيلًا لكلية الآداب للشؤون العلمية بين عامي (1991 - 1996)، قبل أن يعمل في جامعة الإمارات العربية المتحدة أستاذًا معارًا لمدة أربع سنوات من عام 1998 حتى العام 2002، بعدها عمل مدرسًا زائرًا في جامعة قطر في عام 1996، وكان عضوًا في هيئة التدريس في قسم اللغة العربية بجامعة البعث، عام 1991، وأستاذًا مساعدًا في نفس القسم والجامعة عام 1996، حتى أصبح أستاذًا في قسم اللغة العربية بنفس الجامعة عام 2001.

## مؤلفاته وآثاره
من مؤلفاته:
- ابن يعيش النحوي
- بحوث في اللغة والنحو والبلاغة
- الفهارس الشاملة للأشباه والنظائر في النحو
- الأشباه والنظائر في النحو للسيوطي(تحقيق) ج1
- اللباب في علل البناء والإعراب (تحقيق)
- الآثار الكاملة للشهيد عبد الحميد الزهراوي
- الآثار الكاملة للشهيد رفيق رزق سلوم
- مختارات من معجم البلدان (4) أجزاء
- مختارات من نشوار المحاضرة (4) أجزاء
- مختارات من الفرج؟ الشدة جزءان
- غوامض الصحاح للصفدي
- هبة الأيام للبديعي (تحقيق)
- بهجة العابدين (تحقيق)

## وفاته
توفي في مدينة حِمص، يوم الاثنين 9 ربيع الأول 1442هـ الموافق 26 أكتوبر 2020م، عن عمر ناهز 75 عامًا، إثر إصابته بمرض فيروس كورونا.